# 数码宝贝大冒险角色列表
数码宝贝大冒险角色列表 是日本东映动画于1999年-2000年制作的第一作电视动画《數碼寶貝大冒險》的登场人物和数码兽一览表。

## 登場角色

### 被选召的孩子们设定
在数码世界发生某些异常状况之际，为了修复这些异常状况，而被「期望数码世界安定者」选召的少男少女。他们比其他人更早得到搭档数码兽，附加了「为了修复异常状况而战」的义务。

狭义上特指持有徽章的1999年被选召的孩子们。

被选召的基准、因何被选召，根据当时出现的数码世界危机的不同也有所差异，「被选召」而应尽的义务也会因为不同的危机而有较大差异。

例如1999年被选召的孩子们，他们需要打败恶魔兽、猿猴兽、吸血魔兽、黑暗四天王这样强大残酷的黑暗数码兽，只是存在就能让世界产生扭曲的黑暗力量根源的敌人启示录兽，用徽章复活因为黑暗力量而被封印的守护数码世界的四圣兽。

### 被選召的孩子們主角（主角群）
- 八神太一[5]（やがみ たいち，YAGAMI TAICHI）（配音員：日本→小学、中學：藤田淑子[6]、高中、大学：花江夏樹，台灣→魏晶琦／錢欣郁（第6部），香港→黃鳳英[7]／伍秀霞（第6部）
  - 本作品男主角之一，[8]男一号。[9]
  - 是御台場小學五年級學生，1988年出生，11岁，八神光的哥哥。
  - 搭档是亞古獸，徽章是橙色的勇氣；標誌是從人類世界中帶來護目鏡和單孔望遠鏡。
  - 初期在八位被選召的孩子們中常率先行動，其後在第28话正式被推舉為領袖。
  - 擅長踢足球，是足球部隊長，但畫畫（在法易路島上曾經畫一幅誰也看不懂的地圖，不過後來被亞古獸燒掉）和唱歌（在怪蛙獸城堡時曾演唱《I Wish》）卻完全不行。
  - 總會隨身佩帶護目鏡，在三年後贈給了本宮大輔。
  - 對機械極其粗暴，曾直接用手打光子郎的筆記型電腦，在剧场版《我們的戰爭遊戲！》中，也把電腦弄至宕機。
  - 懂得煮蛋包飯，在21话煮過蛋包飯給小光和滾球獸吃。（第7话大和教太一的）
  - 乍看是個魯莽而衝動的傢伙，卻是全隊的領導者，在數碼世界的歷險也讓他有了巨大的改變；第16话时在得到勇氣徽章的時候，很着急地讓暴龍獸進化，結果錯誤進化為喪屍暴龍獸，之後他一直意志消沉，但後來漸漸瞭解到這是「錯誤的勇氣」；在和悟空獸的戰鬥中，被捲入時空裂縫而得以回到現實世界，也因此瞭解到了更多關於數碼世界的實情（在數碼世界發生的事會間接影響現實世界）。事實上是個稱職的哥哥，很照顧妹妹小光，卻有些過度保護，原因是在他小時候，曾帶著當時病情剛有好轉的小光出去踢足球，卻直接導致小光的病情惡化，以至於小光住院三日三夜仍未渡過危險期，因此極度自責。
  - 是阿空的青梅竹马。在阿空的回憶中，有太一和阿空一起踢足球的片段。
  - 在2027年與亞古獸一起成為對數碼世界的外交官。
  - 漫画《數碼寶貝大冒險V馴獸師01》与本作开始时期一致，集英社的薮野展也与东映动画的中鹤胜祥共同进行角色设计（但就中鹤胜祥自己的说法，本作的太一只是将薮野展也的设计按动画版风格自己重新画过而已，因此八神太一其实是漫画家薮野展也设计的人物）。[10]
  - 在数码宝贝合体战争第68、76、78、79话再次登場。[11]
  - 在數碼暴龍大冒險tri.作為主角再次登場，由於害怕數碼獸會造成破壞甚至殺人，因此在戰鬥中猶豫不決，此舉大和十分生氣。
  - 在數碼寶貝 LAST EVOLUTION 絆 作为主角再次登场。政治经济学部四年级生。以升入大学为契机决定独立生活，目前一个人住。无论学习还是打工都乐观地专心应付，但实际上将来怎么办还没有决定。即使现在仍有因数码兽而困扰的人，也会积极去帮助他们。

- 石田大和（いしだ やまと，ISHIDA YAMATO）（配音員：日本→小学、中學：風間勇刀、高中、大学：細谷佳正，台灣→魏伯勤，香港→陳卓智）
  - 本作品男主角之一，男二号。[12]台譯為阿和（小名）。
  - 是御台場小學五年級學生，11岁，高石岳的哥哥。
  - 搭档是加布獸，徽章是藍色的友情；從人類世界中帶來口琴。
  - 由於外公是法國人，因此有四分之一的法國血統；其父母已離異，跟隨父親一起住。由於父親平時在工作的關係加上個性邋遢，因此由他持家。擅長烹飪，但不太希望其他人知道他家中的情況。
  - 會吹口琴，偶爾吹吹blues harp。官方設定他為棒球社社員，但在作品中完全沒有提及。
  - 對音樂感興趣，其後也組織過樂團；善於游泳。
  - 因為從很早就離開弟弟，所以對他有些過度保護。因此在看到阿岳離開自己的手而成長的時候一度對自己的價值觀產生懷疑，認為太一更像阿岳的哥哥。
  - 在向發起太一挑戰之後，離開大家獨自去尋找自己的路，後來接受阿岳已經成長並肯定自己存在的價值後，前往最後的戰場。
  - 在和小丑兽對抗的時候，因為太一對他的信任及自己明白要珍惜彼此之間的友情，令友情的徽章發光，使已經被小丑兽打倒的戰鬥暴龍獸重新復活，並合力把小丑兽打敗。之後和太一成為彼此信任的伙伴。
  - 在2027年與加布獸一道成為全世界首對人類與數碼寶貝一起登月的搭档。
  - 成年後与阿空结婚，并生一女一子。
  - 在数码宝贝合体战争第78话再次登場。
  - 在官方網站關於「被選召的孩子們中你最喜歡的是誰？」(「選ばれし子供たちの中で一番好きなキャラは？」)的調查中，連續三次獲得人氣王。
  - 在數碼暴龍大冒險tri.作為主角再次登場，在高中時代繼續他的樂隊活動，不過原樂隊Teen-age Wolves已經解散，目前樂隊為Knife of Day。跟中學時代一樣，在樂隊中擔任貝斯和主唱。對新聞中把加布獸他們也當成惡徒的報導感到很憤慨，與承認這些部分屬實的太一再次產生分歧。
  - 在數碼寶貝 LAST EVOLUTION 絆 作为主角再次登场。理工学部四年级生。暂停了乐队活动，在兴趣的范围内享受着音乐，现在的爱好是摩托车。为了好好给自己找到时间和学习，决定读研。

- 武之内空（たけのうち そら，TAKENOUCHI SORA）（配音員：日本→小学、中學：水谷優子[13]、高中、大学：三森鈴子，台灣→楊凱凱，香港→鄭麗麗）
  - 本作品女主角之一，女一号。台譯為武之内素娜。
  - 是御台場小學五年級學生，11岁。
  - 搭档是比丘獸，徽章是紅色的愛心。
  - 個性外向開朗，喜歡踢足球。
  - 太一第一次從現實世界回到數碼世界之後，一個一個找到分散的同伴，最後才遇到阿空。但實際上，阿空是第一個洞悉吸血魔獸陰謀的人，於是便在暗中保護著同伴們。而她不願意出現的原因，是因為她覺得她只會給大家添麻煩，以及認為自己不懂得什麼是愛（徽章代表愛情）。她一直以為是出於自己不懂愛（因為自己和媽媽有磨擦），徽章才不能發動。後來因比丘獸的關係，明白媽媽對她是出於關心和好意，令徽章得以發動。
  - 是太一的青梅竹马。在阿空的回憶中，有太一和阿空一起踢足球的片段。
  - 父親於02與阿丈的二哥一起登場。
  - 與母親曾有情感隔閡。因母親擅長花道，開設花店，故希望她也學習插花。但她更喜歡踢足球，曾經對母親大吼「為什麼妳完全不瞭解我？」後跑出家門。而之後其他同伴的數碼寶貝相繼進化成完全體的時候，她的比丘獸卻遲遲不能進化，因此對自己持有愛心徽章的理由表示困惑。
  - 在和吸血魔獸的戰鬥中，因搭檔比丘獸負傷而就是否繼續戰鬥與其發生爭執，此時比丘獸向她喊出了她當時對母親喊出的同句話。在那一剎那，她理解什麼是真正的愛，也瞭解到母親對她的關懷，母女隔閡自此消弭。
  - 後來轉而學習打網球，並且也開始學習插花。
  - 在2027年成為一名時裝設計師。
  - 成年後与大和结婚，并生一女一子。
  - 在數碼寶貝大匯戰第78话以黑影的樣子和搭檔伽楼达兽一起對付「邪惡的存在」（僅在時鐘爺爺的對話中出現）。
  - 在數碼暴龍大冒險tri.作為主角再次登場，在中學、高中時代總是起著協調團結的作用，在時常爭吵的太一与大和之間充當調解的角色，是如同姐姐般的存在。
  - 在數碼寶貝 LAST EVOLUTION 絆 作为主角再次登场。女子大四年级生。不找工作，决定跟花道世家的母亲走同一条路。社交性格没变，也会教外国人，交友圈很广，但是觉得要珍惜过普通人的日常生活，不怎么与大家见面。

- 泉光子郎（いずみ こうしろう，IZUMI KOUSHIRO）（配音員：日本→小学、中學：天神有海、高中、大学：田村睦心，台灣→王瑞芹，香港→區瑞華）
  - 本作品男主角之一，男三号。
  - 是御台場小學四年級學生，10岁。
  - 搭档是甲蟲獸，徽章是紫色的知識。
  - 擅長資通技術，喜歡鑽研電腦，總背著一台仿APPLE的筆記型電腦，也用此電腦在數碼世界中解決了許多問題。
  - 雙親死於車禍，由父母的遠房親戚收養；在各话出現的回憶內可得知光子郎很早以前就知道真相且十分在意這件事，只是很體貼養父母的辛勞而一直沒有說出口，進而躲進電腦的世界裡，藉此逃避事實。很害怕女孩的哭聲（特別是美美）。
  - 和太一關係相當好，冒險初期常與太一、阿空二人一起行動。官方設定中與太一、阿空同為足球部成員，通過太一的邀請參加夏令營，但在本作品中並沒有提及。
  - 與美美為同班同學（本作品中沒有提及）。
  - 對數碼世界的一切感到極大的興趣，求知慾強。從安杜路獸的工廠開始就一直努力鑽研著數碼世界的種種，希望能更加理解自己的疑惑及滿足求知慾。但其求知慾也曾被入侵兽（宇宙腦魔）奪去。
  - 他的分析幫助大家度過不少的難關。最早在法易路島的安杜路獸的工廠中，通過分析巨大「電池」內牆壁上的文字（也就是數碼文字和一些數字）從而描繪出了法易路島的全貌；在和悟空獸對決的過程中，他對於悟空獸居住的倒金字塔內部的分析也起到了不可或缺的作用；同時被選召的孩子們與玄內以及數碼世界的聯繫工作也完全由他負責；在幾部劇場版中，先發現網絡異狀的也是他，並負責傳送數碼寶貝；在02中，最初負責與數碼世界聯繫的人還是光子郎，後來由井上京部分接替了這些任務。
  - 雖然老是盯著電腦螢幕看，但光子郎其實是用自己的方式來幫助著大家；甲蟲獸說這同時是他的優點及缺點。
  - 在2027年成為一名研究數碼世界的學者。
  - 在數碼暴龍大冒險tri.作為主角再次登場，跟中學、高中時代一樣是電腦部成員，在高中時代開始在美國好友的工作室幫忙，身為高中生的他就獲得了高薪收入，在高層辦公大樓構建了一個屬於自己的高級資訊設備的辦公室，研發出不少跟數碼世界相關的科技產物。
  - 在數碼寶貝 LAST EVOLUTION 絆 作为主角再次登场。上大学的同时自己在经营公司，通过这些资金，担负起数码世界与人类世界纽带的职责，会帮助因为数码兽而困扰的人。牵头全世界「被选召的孩子们」的交流活动。

- 太刀川美美（たちかわ ミミ，TACHIKAWA MIMI）（配音員：日本→小学、中學：前田愛、高中、大学：吉田仁美，台灣→王瑞芹，香港→沈小蘭）
  - 本作品女主角之一，女二号。
  - 是御台場小學四年級學生，10岁。
  - 搭档是巴魯獸，徽章是綠色的純真。
  - 與光子郎為同班同學（本作品中沒有提及）。
  - 很有愛心，心地純良。曾替為了保護他們而犧牲的數碼寶貝們建造了墓碑，因為不想再看到有人在戰鬥中受傷或犧牲，開始懷疑他們不斷戰鬥的理由。因此在和黑暗四天王的對抗中，和阿丈一起脫隊單獨行動（阿丈因擔心美美會有危險及希望嘗試說服她後再跟上大隊），亦並在當中得到了很多夥伴（其他數碼寶貝）的幫助。
  - 總會戴著一個粉紅色而巨大的寬沿遮陽帽，離開數碼世界的時候遺落在那裡。
  - 在官方2003年出版的廣播劇《數碼寶貝大冒險 原創故事 二年半的休假》中，説明2001年9月因父親工作的關係而跟隨父親一起去美國紐約生活。在02中曾回國參與數碼世界的冒險。
  - 家境殷實，比較嬌生慣養，不太能適應充滿挑戰的惡劣環境。初期很討厭在數碼世界的一切，總是想著要回到家中，時常大吵大鬧，後來發現自己在經歷冒險後認識到不少朋友，也堅強了很多。
  - 在與吸血魔獸手下的戰鬥中因感傷死去數碼寶貝的純真眼淚而使徽章發光。
  - 雖然認為鼻涕獸、大便獸很噁心，但最後也和牠們成為了朋友。
  - 覺得花仙獸美麗又可愛，在02美國的家房門前門牌就是花仙獸的造型；美美的父母親更認為花仙獸是御台場的仙子。
  - 在2027年成為一名甜品師。
  - 在数码宝贝合体战争第76话再次登場。
  - 在數碼暴龍大冒險tri.作為主角再次登場，因父親工作的關係而回國生活，轉校至月島綜合高中，喜歡唱歌而且水準很高，在美國的生活可能也磨練了自己積極、行動迅速的一面。
  - 在數碼寶貝 LAST EVOLUTION 絆 作为主角再次登场。将自己认为「很可爱」的物品进行网络贩售。已经不限于日本，已经是个在全世界奔波的商业女孩。每天忙于原创商品的开发等，因此不怎么与大家见面但会很认真地联络。

- 城户丈（きど じょう，KITO JOE）（配音員：日本→小学、中學：菊池正美、高中、大学：池田純矢，台灣→于正昇／吳東原（第6部），香港→馮錦堂）
  - 本作品男主角之一，男四号。台譯為阿助（小名）。
  - 是御台場小學六年級學生，12岁。
  - 搭档是哥瑪獸，徽章是灰色的誠實。
  - 有兩個哥哥，大哥城戶進，二哥城戶修（二哥在02才登場）。
  - 個性較為木訥害羞，第八話時包著毛巾進入澡堂與太一与大和等人洗澡，被太一与大和脫掉毛巾而露出屁股。
  - 由於是這八個孩子中年齡最大的，也因此認為自己應該負擔起保護其他人的責任；酷愛學習，在數碼世界待久居然想做很多作業。
  - 會唸佛經，也因此在遇到猛鬼獸時將其制服。
  - 不太懂游泳（幸好在第11话被阿空救出）。
  - 兩次劇場版都是趕上考試的時候（小學升初中、初中升高中）。
  - 父母希望他當醫生，起初自己並不如此希望，但也掌握一些醫療知識，曾用於幫助襲擊過他們的奧加獸；在和哥哥聊起自己未來的時候，哥哥告訴他，自己的未來的路該由他自己去尋找。
  - 在官方2003年出版的廣播劇《數碼寶貝大冒險 原創故事 2年半的休假》中，由於在冒險中目睹大量數碼獸受傷、死亡卻無能為力，故而走上從醫之路。
  - 在2027年成為一名醫生，並在數碼世界行醫。
  - 在数码宝贝合体战争第78话再次登場。
  - 在數碼暴龍大冒險tri.作為主角再次登場，以大學醫學部為目標在補習班上課，過着埋頭學習的每一天，不過由於成績不如意而開始煩惱起來。已經有了女朋友，但美美、光子郎他們沒有相信。
  - 在數碼寶貝 LAST EVOLUTION 絆 作为主角再次登场。医大五年级学生。虽然医疗实习经验还不丰富，但当医生的热情非比寻常。平时几乎不与大家见面，每天都在拼命学习中。

- 高石岳[注 1]（たかいし タケル，TAKAISHI TAKERU）（配音員：日本→小学2年级：小西寬子、小學5年级：山本泰輔、中學、大学：榎木淳彌，台灣→林凱羚（台視版）／詹雅菁（劇場版／衛視中文台版），香港→袁淑珍）
  - 本作品男主角之一，男五号。港譯為高石猛，台譯為高石武。
  - 原姓石田，後因離異與母親生活，並隨母親的姓氏改為高石。
  - 是河田小學二年級學生，8岁，石田大和的弟弟。由於外公是法國人，也有四分之一的法國血統。
  - 在02中繼續作為主角登場，並轉學至御台場小學，與小光成為五年級同班同學，爱好篮球。
  - 搭档是巴達獸，徽章是金黃色的希望，是神聖力量的代表之一。
  - 戴着一頂綠色的棒球帽，在02則改為釣魚帽。
  - 原本個性懦弱，是個愛哭鬼。但經歷數碼世界的冒險後，個性改變很多，變成一個堅強且可靠的人。但也使得哥哥大和對自己的價值產生懷疑。
  - 後期因與其年齡相仿的小光加入而產生保護其之意，變得更為堅強。
  - 出乎意料地可以接受新鮮事物，當大家初次來到數碼世界並遇到自己的數碼寶貝時，只有他和迪哥獸早已打成一片。
  - 在巴達獸第一次進化為天使獸並用盡力氣死去而轉生為數碼蛋時受到極大刺激，其異常痛恨著黑暗的力量，促成他最初的轉變。
  - 太一一人從現實世界回到數碼世界後，第一個遇到的就是他，當時的他因為小惡魔獸的挑撥而與巴達獸吵架鬧彆扭，後來戳穿謊言後言歸於好。
  - 在成年後成為本小說以及數碼寶貝大冒險02的作家，故数码宝贝大冒险系列的旁白均來自其敘述。
  - 在數碼暴龍大冒險02、數碼暴龍大冒險tri.作為主角再次登場。
  - 在數碼寶貝 LAST EVOLUTION 絆、數碼寶貝02 THE BEGINNING 作为主角再次登场。在文学部上学，虽然对将来很模糊，但在学校开始学习英语、法语，并加入儿童文学社团。也参加了数码兽的相关活动。

- 八神光[14]（やがみ ヒカリ，YAGAMI HIKARI）（配音員：日本→小學：荒木香惠、中學、大学：M·A·O，台灣→楊凱凱，香港→林元春）
  - 本作品女主角之一，女三号。台譯為八神嘉兒。
  - 是御台場小學二年級學生，8岁，八神太一的妹妹。在02中繼續作為主角登場，時年為11歲的五年級生。
  - 搭档是迪路獸，因故從一開始就和其他數碼寶貝分開，過著與其他七隻數碼寶貝完全不同的生活。徽章是粉紅色的光明，是神圣力量的代表之一。
  - 堅強却不失體貼，能感應到黑暗。其具有光明的力量，能帶給別人及数码宝贝溫暖，也使數碼世界渴望安定的数据体能透過她的軀體與大家對話。
  - 初期由於感冒在家休息並沒有加入隊伍，在對戰吸血魔獸的過程中與迪路獸相認並加入隊伍。
  - 在數碼世界探險途中曾因為感冒病倒，卻總是為他人著想忍耐病情。其小時候也曾因此而導致病情嚴重惡化。
  - 對滾球獸的記憶很深刻，太一從數碼世界第一次回家的時候，她在門口問：「哥哥回來啦？滾球獸也回來了？」、「哥哥說是去露營果然是騙人的」，也因此不希望滾球獸再離開。
  - 在太一等人前往數碼世界之前，就已經察覺到數碼世界的異常影響了現實世界，但因為說出來也沒有人會相信，並沒有告訴任何人。
  - 和哥哥太一的感情非常好，曾經告訴滾球獸哥哥對她相當溫柔，21话最後太一要回到數碼世界的時候，從太一背後抓住他的手，希望太一能留下來。
  - 在2027年成為一名幼儿园教師。
  - 在數碼暴龍大冒險02、數碼暴龍大冒險tri. 作為主角再次登場。
  - 在數碼寶貝 LAST EVOLUTION 絆、數碼寶貝02 THE BEGINNING 作为主角再次登场。在专攻幼教的女子专科大学上学。由于太一开始独自生活，兄妹间有了距离感，但由于数码兽的相关活动还是经常见面。

### 主角群搭檔數碼寶貝
- 亞古獸[15]（Agumon）（配音員：日本→坂本千夏，台灣→林凱羚（台視版）／詹雅菁（劇場版／衛視中文台版）／劉明勳（第6部亞古獸）／何志威（第6部戰鬥暴龍獸），香港→陸惠玲（黑球獸至亞古獸、第6部）、陳欣（暴龍獸至奧米加獸、第6部戰鬥暴龍獸後期）、曹啟謙（第6部戰鬥暴龍獸前期）／黃鳳兒（VCD版））
  - 本作品數碼寶貝男主角之一。
  - 八神太一的搭檔，成長期疫苗種爬蟲類型。
  - 絕招:小型火焰（亞古獸），超級火焰（暴龍獸），究極破壞炮、勁力三叉爪（機械暴龍獸），戰鬥龍捲風、蓋亞能量炮、勇者封印（戰鬥暴龍獸）。
  - 進化形态：黑球獸→滾球獸→亞古獸→暴龍獸→喪屍暴龍獸（因太一使用錯誤的勇氣）/機械暴龍獸→古代暴龍獸（在04中作為古代十鬥士之一）/戰鬥暴龍獸→奧米加獸（與鋼鐵加魯魯獸合體，於剧场版登場）。
    - 暴龍獸：成熟期疫苗種恐龍型數碼寶貝。頭部皮膚非常堅硬，而且全身充滿肌肉，具攻擊性。
    - 機械暴龍獸：完全體疫苗種改造型數碼寶貝，暴龍獸全身一半機械化之後變成。頭部變成鋼鐵頭盔，左爪變成機械爪，胸部另加導彈發射口及有紅色毛髮和紫色翼從而增加了飛行能力，靈活程度及攻擊力更勝於暴龍獸。
    - 戰鬥暴龍獸：究極體疫苗種龍人型數碼寶貝。全身被金屬包圍，雙翼不但可以飛行，而且更可以當盾牌使用，更有「龍型數碼獸殺手」的稱號。

  - 富有好奇心、喜歡惡作劇、不懂得害怕、感情表達直接，而不知是近墨者黑還是天性使然，曾經和太一對光子郎的電腦做出同樣舉動－「機器這種東西，壞了敲一敲就會好的。」
  - 食量相當之大，曾經一口吞下一整條魚。
  - 因為太一錯誤使用徽章，曾經進化為喪屍暴龍獸（完全體，病毒種，駭骨型，絕招零式巡航導彈）而暴走。

- 加布獸（ガブモン，Gabumon）（配音員：日本→山口真弓，台灣→魏晶琦，香港→林丹鳳）
  - 本作品數碼寶貝男主角之一。
  - 石田大和的搭檔，成長期數據種爬蟲類型。
  - 絕招:爆炎火焰彈（加布獸），妖狐火焰（加魯魯獸），凱撒銳爪、弦月彎刀（獸人加魯魯獸），絕對冷凍氣、冰凍炸彈、無敵炸彈（鋼鐵加魯魯獸）。
  - 進化形态：布尼獸→獨角獸→加布獸→加魯魯獸→獸人加魯魯獸（台灣→魏伯勤）→古代加魯魯獸（在04中作為古代十鬥士之一）/鋼鐵加魯魯獸→奧米加獸（與戰鬥暴龍獸合體，於剧场版登場）。
    - 加魯魯獸：成熟期獸型數據種數碼寶貝。皮膚猶如金屬般堅硬，有著肉食獸般的敏捷速度及驚人的攻擊力。
    - 獸人加魯魯獸：狼人型完全體數碼寶貝。雖然沒有加魯魯獸般敏捷，但攻擊力及防禦力不但可以彌補不足，而且更可向敵人送上致命一擊。
    - 鋼鐵加魯魯獸：半機械型究極體數碼寶貝。以四足走動，擁有無人能及的奔跑速度。其必殺絕招絕對冷凍氣更可以將敵人一劍封喉。

  - 害羞，但也很會為他人著想；總是堅定地跟著大和，甚至大和與大家反目的時候，加布獸也是一如既往地幫助、保護著他，而在大和迷惘的時候，曾告訴大和「你是獨一無二的，是我一直在等著的大和」。
  - 身上一直披着加鲁鲁獸的皮毛（很保溫），曾經在阿岳睡著的時候給他披上，大和著涼的時候也曾給他蓋過。但因為摘下毛皮的樣子好像很丟人，所以從未以此登場過。

- 比丘獸（ピヨモン，Piyomon）（配音員：日本→重松花鳥，台灣→王瑞芹，香港→林元春）
  - 本作品數碼寶貝女主角之一。
  - 武之内空的搭檔，疫苗種雛鳥型。
  - 絕招:魔法火焰（比丘獸），隕石巨翼（巴多拉獸），影翼斬（伽樓達獸）。
  - 進化形态：豆苗獸→比高獸→比丘獸→巴多拉獸→伽樓達獸（配音員：香港→林元春，台灣→魏伯勤）→鳳凰獸（在数码宝贝大冒险tri.中出現）。
    - 巴多拉獸：巨鳥型成熟期數碼寶貝。全身燃燒著熊熊火焰，雖然性格並非好戰，但對來襲的敵人絕不手軟，會施以反擊。
    - 伽樓達獸：鳥人型完全體數碼寶貝。具正義感，而且其必殺絕招影翼斬使出時的火鳥會令敵人難以分辨真假。其名字伽樓達獸源於梵語迦樓羅（Garuda）。

  - 很依賴，非常喜歡阿空，剛見面的時候幾乎天天在阿空的腳邊蹭來蹭去。
  - 進化成巴多拉獸（及伽樓達獸）後似乎就成了坐騎一樣的存在，會帶著大家飛來飛去。
  - 在數碼寶貝大匯戰第78话以完全體黑影的樣子對付「邪惡的存在」（僅在時鐘爺爺的對話中出現）。

- 甲蟲獸（テントモン，Tentomon）（配音員：日本→櫻井孝宏[16][17]，台灣→魏伯勤，香港→林保全[18]）
  - 本作品數碼寶貝男主角之一。
  - 光子郎的搭檔，疫苗種昆蟲型。
  - 絕招:飛翼閃電（甲蟲獸），米加巨炮（比多獸），超大角炮（超比多獸）。
  - 進化形态：泡沫獸→年糕獸→甲蟲獸→比多獸→超比多獸→究極比多獸（在数码宝贝大冒险tri.中出現）/古代甲蟲獸（在04中作為古代十鬥士之一）。
    - 比多獸：昆蟲型成熟期數碼寶貝。擁有高超的攻擊力及防禦力，而且頭部由金屬製成，堅硬程度可媲美鋼鐵。
    - 超比多獸：昆蟲型完全體數碼寶貝，由比多獸的翼包圍變成。擁有飛行速度猶如噴射器，頭部變硬及提升攻擊力。

  - 日文版操著一口關西腔。
  - 是八隻成長期數碼寶貝唯一會飛的和走得較快（比丘獸和巴達獸雖然也會飛，但卻比走得還慢），所以在初期也負責一些勘探的任務。
  - 是第一隻被孩子家長承認的數碼寶貝。
  - 欣賞光子郎的求知慾，也跟著光子郎學到很多，沒有玄內老人的時候，就是由甲蟲獸負責數碼世界的通訊。

- 巴魯獸（パルモン，Palmon）（配音員：日本→溝脇しほみ，台灣→楊凱凱，香港→蔡惠萍、黃麗芳（第37-39话代配）、盧素娟（第43-46话代配））
  - 本作品數碼寶貝女主角之一。
  - 太刀川美美的搭檔，數據種植物型。
  - 絕招:毒蔓藤（巴魯獸），尖尖碰碰拳（仙人掌獸），花仙炮（花仙獸）。
  - 進化形态：浮球獸→種子獸→巴魯獸→仙人掌獸→花仙獸→薔薇獸（在数码宝贝大冒险tri.中出現，在數碼寶貝拯救隊中作為拉拉獸的究極體）
    - 仙人掌獸：植物型成熟期數碼寶貝。即使身在沙漠也可如常生存，而且被激怒時攻擊力會提升並使出尖尖碰碰拳。
    - 花仙獸：妖精型完全體數碼寶貝，由仙人掌獸頭上的花裡冒出來。雖然是八隻完全體數碼寶貝當中最小的，但擁有著深不可測的力量。其中必殺技芬芳香花頸圈可以清除兼淨化數碼寶貝體内的黑暗數據。

  - 和美美性格相似，對大便或蟲子反應很大。
  - 雖然說自己身為植物會進行光合作用，但連什麼是光合作用都不知道。
  - 在最後太一等人要離開的時候，只有巴魯獸不願意與美美相見，因為害怕離別的痛苦，最後在怪蛙獸和蝌蚪獸的勸說下，最後在電車啟動的時候出現，並追著電車和美美道別。

- 哥瑪獸（ゴマモン，Gomamon）（配音員：日本→竹內順子，台灣→于正昇，香港→鄺樹培（本作）／張預東（第6部）
  - 本作品數碼寶貝男主角之一。
  - 城戶丈的搭檔，疫苗種海獸型。
  - 絕招:魚群大暴走（哥瑪獸），魚叉機關炮（海獅獸），重槌火花、重槌回力刀（祖頓獸）。
  - 進化形态：比茲獸→布加獸→哥瑪獸→海獅獸→祖頓獸→維京獸（在数码宝贝大冒险tri.中出現）。
    - 海獅獸：海獸型成熟期數碼寶貝。厚實的毛皮及強壯的身體可以抵擋極寒的氣候，無論在水上及水中均能活動自如，而且即使在冰上也不容易摔倒。
    - 祖頓獸：海獸型完全體數碼寶貝。比海獅獸更強壯，能夠雙足步行，而且力量驚人，同樣在海陸均能活動自如。

  - 由於外貌似海豹，所以走起路來很慢，也一直不會說自己有手，但類似鰭的前足就是它的"手"，似乎對此有一點害羞。
  - 可與魚群對話，似乎召喚出來的魚群能穿梭在空間之中（只要有地方可出來），在與黑暗四天王的鋼鐵海龍獸的對決中，充當了警報器。
  - 自從進化成海獅獸及祖頓獸之後，如果無法尋找巨鯨獸就可代替其成爲海上行走的坐騎。

- 巴達獸（パタモン，Patamon）（配音員：日本→松本美和，台灣→楊凱凱，香港→雷碧娜（浮游獸至巴達獸）、蘇強文（天使獸至究極天使獸））
  - 本作品數碼寶貝男主角之一。
  - 高石岳的搭檔，數據種哺乳類型。
  - 絕招:空氣炮（巴達獸），天堂之拳（天使獸），天國之門、審判之劍、神聖復活之光（神聖天使獸）。
  - 進化形态：浮游獸→迪哥獸→巴達獸→天使獸→神聖天使獸→究極天使獸（02劇場版登場，04中作為三大天使之一）/神龍獸（数码宝贝大冒险：登場）。
    - 天使獸：天使型成熟期數碼寶貝。數碼世界的善原力，能克制黑暗，對於邪惡數碼寶貝絕不手軟，而且要將對方消滅才肯罷手。
    - 神聖天使獸：大天使型完全體數碼寶貝。數碼世界的邪惡制裁者，並利用必殺絕招天國之門將邪惡數碼寶貝送上天堂並加以制裁，其中神聖翅膀閃光更可令已死的人復活。進化背景音樂與其他數碼寶貝不同。

  - 在成長期的同伴中，它是最弱的，攻擊招數是沒什麼破壞力的空氣炮，但進化後的實力卻能成為非常強大的天使系數碼寶貝，能克制更上一層等級的黑暗數碼寶貝。所有人（包括其搭檔阿岳）在巴達獸首次進化成天使獸時均大感意外。
  - 在與惡魔獸的對戰中才成功進化為成熟期，之後因耗盡力氣而變回數碼蛋，同時是七隻數碼寶貝中最後一隻進化成為成熟期的。
  - 在與小丑兽的對戰中才成功進化為完全體，同時是八隻數碼寶貝中最後一隻進化成為完全體的。
  - 在數碼寶貝大匯戰第78话以成熟期黑影的樣子出現（僅在時鐘爺爺的對話中出現）。

- 迪路獸（テイルモン，Tailmon）（配音員：日本→德光由香，台灣→魏晶琦，香港→梁少霞）
  - 本作品數碼寶貝女主角之一。
  - 八神光的搭檔，疫苗種聖獸型。
  - 絕招:小狗怒吼（普罗特兽），貓貓拳（迪路獸），神聖氣泡、神聖光箭、天堂紫光（天女獸）。
  - 進化形态：雪球獸→喵喵獸→普罗特兽→迪路獸→天女獸→聖龍獸（02劇場版登場）/神聖天女獸（04中作為三大天使之一）。
    - 天女獸：大天使型完全體數碼寶貝。性格溫和，但與天使獸一樣絕不容許有任何邪惡力量存在，對沒悔過之意的數碼寶貝（如吸血魔獸）更會加以制裁。

  - 在普罗特兽的時候便被吸血魔獸招至麾下，在吸血魔獸手下工作並封閉自己的內心，在巫師獸的提醒下，它才想起來自己是為了等一個什麼人，才不斷持續著旅行。
  - 其後找回其搭档之後，就一直努力保護她。
  - 現今以成熟期為固定形态，也曾經被其他數碼寶貝吐槽說為什麼只有牠可以停留在成熟期，而別的數碼寶貝不行。（劇中的解釋是訓練的方式不同，因為迪路獸在遇上其搭檔之前的經歷與其它主角數碼暴龍不同。但在第三季妖狐獸曾提及數碼寶貝會自動維持在最適合自己的形态。）
    - 除了平時能以成熟期為固定形态外，其亦是唯一一隻進化成完全體戰鬥完後不會退化成幼年期或成長期的數碼暴龍。

  - 因外表是像貓的關係，所以在現實世界以四隻腳走路都不會招惹別人的注意。
  - 在數碼寶貝大匯戰第78话以完全體黑影的樣子出現（僅在時鐘爺爺的對話中出現）。

### 被選召的孩子們的家人
- 八神 裕子（配音員：日本→榊原良子〔首部劇場版〕／水谷優子，台灣→王瑞芹，香港→雷碧娜）
  - 太一、小光的母亲。

- 八神 進（配音員：日本→石丸博也〔首部劇場版〕／千葉進歩，台灣→于正昇，香港→黎偉明、林國雄（第35-36话代配））
  - 太一、小光的父亲。

- 美子（ミーコ）（配音員：日本→冬馬由美，香港→陸惠玲）
  - 八神家的貓。
  - 第一次見到亞古獸之後，小光把本來屬於它的食盆給了滾球獸，結果引起不滿，滾球獸和制止他們的太一各被它抓了一下。

- 石田 裕明（配音員：日本→平田広明，台灣→魏伯勤，香港→張炳強）
  - 大和、阿岳的父亲。高石奈津子的前夫。
  - 在富士電視台工作；在家則由大和持家，平時是個很邋遢的人。

- 高石 奈津子（配音員：日本→坂本千夏，台灣→楊凱凱，香港→黃麗芳）
  - 阿岳、大和的母亲。石田裕明的前妻。
  - 是一名記者，經常需要外出採訪。

- 娟（キヌ）（配音員：日本→菊池正美）
  - 大和、阿岳的祖母。石田裕明的母亲。
  - 在島根縣居住。
  - 劇場版《我們的戰爭遊戲》登場。

- 武之内 淑子（配音員：日本→藤田淑子，台灣→魏晶琦，香港→黃麗芳）
  - 阿空的母亲。
  - 花道宗家。说话方式有点严厉因此容易被误解，其实是真心疼爱阿空。

- 武之内 春彦
  - 阿空的父亲。
  - 人文学专业的大学教授。阿丈的二哥阿修也是他的学生。

- 泉 佳江（配音員：日本→水谷優子〔第一回登場〕／荒木香惠，台灣→林凱羚（台視版），香港→蔡惠萍、陸惠玲（第38-39话代配））
  - 光子郎的養母。
  - 對於光子郎過分的感謝抱有疑惑。

- 泉 政實（配音員：日本→菊池正美，台灣→于正昇，香港→陳欣）
  - 光子郎的養父。

- 太刀川 里江（配音員：日本→徳光由香，台灣→林凱羚（台視版），香港→陸惠玲）
  - 美美的母亲。

- 太刀川 圭介（配音員：日本→櫻井孝宏，台灣→于正昇，香港→李錦綸）
  - 美美的父亲。
  - 和美美一樣很純真，為了保護美美曾經驾驶高爾夫球車去撞搞破壞的数码兽们。

- 城戶 進（配音員：日本→菊池正美，台灣→魏伯勤，香港→蘇強文）
  - 阿丈的大哥。
  - 医大学生，希望将来在没有医生的离岛工作。

### 協助者
- 玄內（ゲンナイ，Genai）[19]（配音員：日本→八奈見乘兒（老人）、平田広明（年轻），台灣→于正昇，香港→林保全）
  - 常幫助太一等人的数据体，期望数码世界安定者（恒常性）的代理人，過去的同伴被小丑兽全滅，其後更被小丑兽植入一粒黑暗種子，因而在初登場時是個老人模樣，但在02中恢復了年輕的樣子。

- 希望數碼世界安定者─恆常性（デジモンワールドの安定を望む者─ホメオスタシス）（配音員：日本→荒木香惠，台灣→楊凱凱，香港→林元春）
  - 以某種形式通過小光的口告訴大家孩子們被選召的原因，同時也出現了玄內帶著孩子們的數碼蛋、神聖計劃和徽章逃離，把迪路獸遺落的過程。

- 秋山遼[注 2]（Ryou Akiyama）
  - WonderSwan游戏“秋山辽V.S.千年兽系列”的主角，在剧场版《我们的战争游戏！》中，网络出现的迪亚波罗兽四处肆虐的时候，目击了战斗暴龙兽和鋼鐵加魯魯獸他们的战斗，并且送出了援助E-mail。[注 3]

- 井上京（井ノ上京，Miyako Inoue）
  - 在剧场版《我们的战争游戏！》中，网络出现的迪亚波罗兽四处肆虐的时候，和姐姐一起目击了战斗暴龙兽和鋼鐵加魯魯獸他们的战斗，并且送出了援助E-mail。

- 獅子獸（レオモン）→黃金劍獅獸（サーベルレオモン）（配音員：日本→平田廣明，台灣→魏伯勤，香港→雷霆）
  - 進化形态：獅子獸→冰獅子獸＆格鬥獅子獸→黃金劍獅獸＆番長獅子獸。
  - 在法易路島就幫助被選召孩子們的數碼寶貝，與奧加獸是宿敵。
  - 曾為了消滅惡魔獸而反被其所控制，但在神聖計劃洗禮後恢復正常，接受了神聖計劃的光芒後，有了可以進化為究極體的力量。
  - 為了保護美美中了鋼鐵悟空獸的死光霹靂箭，最後用剩餘的力量除掉鋼鐵悟空獸，然後重傷過度死去。
  - 絕招：獸王拳、獅子王丸（獅子獸），究極粉碎爪、黃金飛箭（黃金劍獅獸）。

- 巫師獸（ウィザーモン）（配音員：日本→石田彰，台灣→于正昇，香港→林保全）
  - 迪路獸的「手下」兼挚友，是迪路獸在流浪途中遇到並救下的，他也因此心甘情願跟著迪路獸。
  - 在吸血魔獸出動全體手下尋找第八個孩子的時候，也是他提醒了迪路獸應在的歸宿。
  - 為了保護迪路獸和小光被吸血魔獸用夜魔飛襲殺死，但因為是在現實世界被殺死，無法在創始村重生，在02中以幽靈的形式呼喚迪路獸，並傳達了一些警告。
  - 絕招：雷電招喚。

- 妖精獸（ピッコロモン）（配音員：日本→田之中勇，台灣→楊凱凱（第18话）／王瑞芹（第40话），香港→盧素娟）
  - 在沙拔大陸居住，個子雖小卻是個完全體，建立了一個巨大的結界來保護被選召的孩子們，其主要目的是為了讓太一從亞古獸錯誤進化的失望和悔恨中盡快走出來，而對被選召的孩子們都毫不客氣，讓他們負責打掃衛生。
  - 居所很像是福建土樓。
  - 在面對黑暗四天王的時候為了令被选召的孩子们逃走而犧牲了自己。
  - 絕招：位元炸彈。

- 芝蒙獸（チューモン）和大便獸（スカモン）（配音員：日本→山口勝平和熊井統子，台灣→雷碧文（第10话）／魏晶琦（第40话），香港→陸惠玲、盧素娟（第27话代配））
  - 第一次與美美見面的時候是和大便獸一起，大便獸似乎想追求美美；後來在黑暗四天王出現後數碼世界產生劇變，大便獸掉到地板裂開的深淵裡，之後芝蒙獸與太一一行人會面，因為已經認識美美，而跟美美的關係不錯，太一等人卻碰到小丑兽，美美哭求，小丑兽反而要從她先殺，芝蒙獸從美美肩膀跳起並為她擋下皇牌飛刀。

- 巨鯨獸（ホエーモン）（配音員：日本→木村雅史，香港→蘇強文）
  - 原本被惡魔獸的黑暗齒輪控制，後來被太一一行人解救，為了答謝巨鯨獸決定載他們前往沙拔大陸，太一他們從黑暗四天王逃脫後再遇到了鋼鐵海龍獸，巨鯨獸要他們先躲到海裡以免成為目標，但在戰鬥暴龍獸佔下風時出現並關鍵的撞了一下鋼鐵海龍獸，最後被憤怒的鋼鐵海龍獸以究極波浪砲射穿，重傷死亡。
  - 絕招：大海嘯。

- 奧加獸（配音員：日本→江川央生，台灣→于正昇（第8-13话）／魏伯勤（第46话起），香港→林國雄）
  - 曾畏於惡魔獸的實力而聽從他的指示襲擊被選召的孩子們，之後惡魔獸被消滅後自己也逃跑無蹤。黑暗四天王重新接管數碼世界後過著居無定所的生活，某日在遭到朽木獸追殺的同時被一顆隕石（鋼鐵悟空獸）擊落至崖底。路過的美美及阿丈卻以德報怨，將其醫治而深受感動，之後便與孩子們一起迎戰小丑兽。
  - 絕招：霸王拳、骨頭棒。

- 安杜路獸（アンドロモン）、奧加獸（オーガモン）、獨角馬獸（ユニモン）、雪人獸（ユキダルモン）、火焰獸（メラモン）
  - 實力不俗，曾經受太一等人幫助取下黑色齒輪的成熟期和完全體數碼寶貝。
  - 黑暗四天王來襲後，一直在秘密進行著抵抗運動。之後在城市地下遇到太一一行人，在消滅機械邪龍獸後一同前往無限山參與打倒小丑兽的最終決戰。
  - 絕招：旋轉能量劍，超級導彈。

- 南瓜獸（パンプモン）和礦石獸（ゴツモン）（配音員：日本→寺田春日和杉本優，香港→蔡惠萍、區瑞華）
  - 吸血魔獸召集前往攻陷現實世界並尋找第八個孩子之數碼大軍其中的兩個成員，但他們純粹只是想到人類世界玩，並不想傷害任何人，後來與大和及阿岳玩在一塊，去了服飾店亂換衣服，還偷了4份冰淇淋順便給大和及阿岳，落到最後与大和、阿岳一起逃跑的下場，之後被吸血魔獸撞見，還試圖掩護大和及阿岳叫他們快逃，最後被吸血魔獸用夜魔飛襲殺死。在02時在服飾店前讓大和和阿岳回想起他們的回憶。
  - 絕招：捉弄或款待（南瓜獸），憤怒之石（礦石獸）。

### 敵人
- 惡魔獸（デビモン）（配音員：日本→鹽澤兼人[20]，台灣→魏伯勤，香港→陳欣）
  - 在數碼世界中的黑暗勁敵，亦是數碼世界的惡原力，是隻陰險狡猾的數碼寶貝。
  - 曾發出黑色齒輪，控制了法易路島上的大部分數碼寶貝，且分割法易路島企圖擴張自己的勢力至沙拔大陸，它可憑黑色齒輪將自己變大，最後被天使獸用天堂之拳打敗，但天使獸卻因用盡所有力量變回數碼蛋。在02時以上半身残躯形态出現在网络之海的深海处，被暴龙改造者驾驶着机械装甲兽回收數據，并用于合成基米拉獸。
  - 絕招：死亡之爪。

- 悟空獸（エテモン）→鋼鐵悟空獸（メタルエテモン）（配音員：日本→增谷康紀，台灣→于正昇，香港→招世亮）
  - 是隻很有趣的數碼寶貝，喜歡唱歌和玩弄被選召的小孩們。
  - 自誇為全數碼世界最強的數碼寶貝，牠的實力確實很強，有廣闊的勢力範圍，在其勢力範圍中鋪滿了電纜，不斷跟蹤孩子們，雖然牠曾被太一的機械暴龍獸用究極破壞炮打敗，但牠的黑暗網絡發出了強烈的磁場，把太一和機械暴龍獸捲回現實世界，這給予了吸血魔獸後來挑撥離間的大好機會；之後進化成鋼鐵悟空獸，向孩子們報復，雖然有數碼世界最堅硬的金屬外裝甲，但在被祖頓獸手上一樣材質大鎚擊破後死在黃金劍獅獸的究極粉碎爪下。
  - 絕招：愛心光線、黑暗死靈球（悟空獸），蕉皮滑行、香蕉臭屁、天下第一拳、死光霹靂箭（鋼鐵悟空獸）。

- 吸血魔獸（ヴァンデモン）→究極吸血魔獸（ヴェノムヴァンデモン）（配音員：日本→大友龍三郎，台灣→魏伯勤，香港→陳欣）
  - 外表像吸血鬼，頗為帥氣，能迷住不少女生，在現實世界中，就是靠女性的血增強實力，但其實是野心家一名，且工於心計又心狠手辣，多次消滅試圖反叛自己的手下，想同時統治數碼世界和現實世界。
  - 太一在現實世界只是很短的時間，但對於其他仍在數碼世界的小孩來說已是幾個月，在長期缺乏太一和處於安定的情況下，大家意志薄弱，一個個離開大隊，牠利用此來從中挑撥離間，目的是要防止孩子們的徽章啟動，妨礙它的計劃，直至太一歸來和重組勢力。後來解開了通往異世界大門的謎語進入了現實世界，並派出他的軍隊在東京大肆破壞，尋找第八個被選召的孩子。在御台場一役被天女獸用神聖弓箭擊敗；然而他並未徹底死亡，而在1999年8月3日晚上6時06分06秒，進化成究極吸血魔獸，苦戰一番後被戰鬥暴龍獸的蓋亞能量炮和鋼鐵加魯魯獸的絕對冷凍氣聯手消滅。
  - 絕招：夜魔飛襲、惡魔血鞭、奪命狂呼（吸血魔獸），劇毒流注（究極吸血魔獸）。

#### 黑暗四天王
「黑暗四天王」（ダークマスターズ，Dark Masters）又称「魔山四天王」（魔の山の四天王）和「邪恶四天王」（悪の四天王），由鋼鐵海龍獸、木偶兽、无限龙兽、小丑兽四位究极体数码兽组成，牠們有各自的軍團和勢力範圍，致使整個數碼世界分崩離析，其實在被選召的孩子們來到數碼世界之前便已蟄伏，處心積慮奪取數碼世界。
- 鋼鐵海龍獸（メタルシードラモン）（配音員：日本→風間勇刀，台灣→魏伯勤，香港→盧國權）
  - 進化形态：比特獸→海龍獸→超海龍獸→鋼鐵海龍獸。
  - 全身被最强金属「时之数码合金」所覆盖的海龙兽种的最终形态。这具金属身躯可以反弹一切攻击。而且更具有水栖数码兽中最快的移动速度。金属海龙兽被改造成为水中迎击用的数码兽。海陆空全方位迎击用的数码兽就此诞生。
  - 掌管海洋，自稱在海中無敵，確實在水中有很快的速度，但最後仍被戰鬥暴龍獸使用與其相剋的戰鬥龍捲風打敗。
  - 絕招：究極波浪炮。

- 木偶獸（ピノッキモン）（配音員：日本→小櫻悅子，台灣→林凱羚（台視版）／詹雅菁（衛視中文台版），香港→黃麗芳）
  - 進化形态：磨菇獸→朽木獸→祖利獸→木偶獸。
  - 用被诅咒的树灵兽的身体制作出来的终极玩偶数码兽。被认为恐怕是一个凶恶的黑客用树灵兽的数据制造出了这个匹诺曹兽。木偶般的模样，但能以自己的意志行动。性格恶劣，谎话大王，计算机的提示出错信息之时，就是匹诺曹兽在搞鬼。
  - 掌管森林，外型像木偶，手腳上綁著紅線分別連接著背上木十字的四支支臂。得意之技是靠傀儡線自由控制別人或對手的行動，一旦被傀儡絲操控，便難以脫身，其後想控制鋼鐵加魯魯獸失敗。
  - 性格惡劣，沒有朋友，有一個玩具城堡和很多玩伴，但仍得不到快樂，缺乏人心，無法接受忤逆，因此常狠心殺害自己忠心的手下；曾試圖挑撥太一與大和的關係，但最後仍被鋼鐵加魯魯獸用絕對冷凍氣打敗。
  - 絕招：爆炸鐵鎚、鐵鑽鼻、木十字飛鏢。

- 機械邪龍獸（ムゲンドラモン）（配音員：日本→江川央生，台灣→魏伯勤，香港→梁耀昌）
  - 進化形态：黑亞古獸→黑暗巨龍獸→金屬巨龍獸→機械巨龍獸。
  - 全身100%全金属的数码世界最强数码兽。由许多改造系数码兽的零件组合制造而成，一般认为至今为止所制造的改造系数码兽统统都是为了完成无限龙兽而做的试作型。拥有压倒其他数码兽的力量，以无法比拟的处理能力著称的头脑，但却是没有自我意识的纯机械数码兽。但相对地，其本体中枢的数码核被某人植入了寄宿了邪恶意识的程序，从充满恶意的数码核供给无限的力量。
  - 掌管城市，勢力範圍是由現實世界中的著名城市組成，擁有機械帝國軍團（由機械裝甲獸、坦克獸、機械飛龍獸、鋼甲飛龍獸組成）。
  - 背上一雙炮管是主要攻擊武器，全身披覆著鋼鐵，自稱自己的炮管無敵，但最後依然被戰鬥暴龍獸打敗。
  - 在遊戲版中，可以與奇美拉獸（基米拉獸）合體成千年獸。
  - 絕招：無限大炮。

- 小丑兽（小丑皇）（ピエモン）[23]（配音員：日本→大塚周夫[24]，台灣→于正昇，香港→黎偉明）
  - 進化形态：蠟燭獸→猛鬼獸→幻影獸→小丑兽。
  - 奇异的模样神出鬼没，一切都被迷所包围的魔人型数码兽。魔人型数码兽谜点颇多，与恶魔系、不死系相比，完全是异次元的存在，真面目完全不清楚。会不会是为了什么出现的，存在目的也不清楚，现阶段还没有手段能够解开这些谜团。但是，其力量强大无比，遇到小丑兽就只能诅咒自己的命运了吧。
  - 掌管大地，雖然武器有點落後（多把小刀、兩把劍），但卻是黑暗四天王的首領，也是四天王中最強的，擁有惡夢軍團（由女惡魔獸、地獄小鬼獸組成）。
  - 雖稱為小丑，但並不搞笑，臉上戴著一副面具，透露出一股極其陰險及神秘的氣息，其真面目到底是甚麼樣子沒有人知道。
  - 完美主義者。當其餘三位天王出戰時一直用望遠鏡細心觀察，想打敗所有小孩來作一次表演，最後被神聖天使獸以天堂通道（或稱天國之門）封印。
  - 絕招：皇牌飛刀、飛沙走石、毀滅極光。

- 啟示錄獸（アポカリモン）[25]（配音員：日本→大塚周夫，台灣→魏伯勤，香港→張炳強）
  - 神秘的生物，無論屬性、種族都是不明的，甚至是不是數碼寶貝都不知道。
  - 在黑暗四天王皆被打倒後出現，為黑暗勢力的幕後主腦，所有黑暗勢力的力量都來自它身上。一般认为是想要肃清混沌的数码世界并归为「虚无」。另一说太古的预言书上记载有启示录兽出现的预言。
  - 它的身體包含了因不能進化而死去的數碼寶貝的遺憾，可以使出過去被選召的孩子們遇過敵人的任何絕招，怨恨所有可以進化以及在數碼世界快樂生活的數碼寶貝們，認為是被選召的孩子們主掌他們的生殺大權。一口氣弄壞小孩們的徽章，要他們感受不能進化的遺憾，但小孩們的徽章早已在心中，啟示錄獸最終因不敵而自爆，但牠的爆炸被神聖計劃的光線鎮住，死亡後令數碼世界得以重建。
  - 絕招：黑暗特區、退化魔爪、阻絕炸彈、自我引爆。

### 法易路島（文件岛）篇的數碼寶貝（第1話-第14話）
- 古加獸，絕招：鐵剪臂。
- 貝殼獸（シェルモン）（配音員：日本→川津泰彥，香港→源家祥），絕招：高壓水槍。
- 角龍獸，絕招：火山彈炮。
- 海龍獸，絕招：海龍冰箭。
- 火焰獸（配音員：日本→中村秀利，香港→林保全），絕招：火焰重拳。
- 安杜路獸（配音員：日本→梁田清之，台灣→魏伯勤，香港→黎偉明），絕招：旋轉能量劍、超級導彈。
  - 因為想要把卡在機械裡的黑色齒輪弄出，反被控制，最後被比多獸的攻擊除去黑色齒輪。在黑暗四天王控制數碼世界時，暗地在機械城組織反抗軍要對抗機械邪龍獸，後與被選召的孩子們一同對付小丑兽。
- 熊仔獸（配音員：日本→高橋廣樹，香港→黎偉明），絕招：愛心一擊。
  - 玩具城的市長，被黑色齒輪控制而攻擊孩子們，最後被仙人掌獸的攻擊，除去黑色齒輪，惡魔獸被消滅後也幫助孩子們做木筏，前往沙拔大陸。
- 鼻涕獸（配音員：日本→上田祐司，香港→陳欣），絕招：大便攻擊。
  - 躲在機械城下水道的數碼寶貝群，雖然被形容是沒骨氣且不受歡迎，但這群鼻涕獸不僅曾掩護美美躲開熊仔獸的襲擊，更為美美擋下熊仔獸必殺技，但最後和美美提出親一個還是被拒絕。
- 獨角馬獸（配音員：日本→藤本教子），絕招：氣功彈、聖光炮。
- 獅子獸
- 惡魔獸（配音員：日本→鹽澤兼人[20]，香港→陳欣）
- 毛人獸（配音員：日本→家富ヨウジ，香港→雷霆），絕招：超冰劍、骨骨回力刀。
- 雪人獸（配音員：日本→伊藤健太郎，香港→盧國權），絕招：絕對零度拳。
- 人馬獸（配音員：日本→相沢正輝，香港→陳欣），絕招：捕獵者炮。
  - 遺跡的守護者。
- 大便獸（配音員：日本→熊井統子，香港→陳卓智），絕招：大便攻擊。
- 芝蒙獸（配音員：日本→山口勝平，香港→陸惠玲）
- 猛鬼獸牧師（配音員：日本→宮田幸季／宮田始典，香港→梁耀昌），絕招：地獄咒符。
- 猛鬼獸牧師軍隊（配音員：日本→山田俊司、園部啟一，香港→林國雄、袁淑珍），絕招：地獄咒符。
- 艾力獸（配音員：日本→高戶靖廣、台灣→符爽、香港→林丹鳳），絕招：閃光電擊。
  - 創始村里負責照顧初生幼年期數碼寶貝的成長期數碼寶貝。
- 巨鯨獸（配音員：日本→木村雅史，香港→蘇強文）
- 鑽地獸（配音員：日本→金光宣明，香港→雷霆），絕招：獨龍鑽、碎骨炮。
  - 被黑色齒輪控制，奉惡魔獸之命守護徽章鑰匙，之後在暴龍獸、海獅獸和比多獸的合力下除去黑色齒輪。

### 沙拔大陸（服务器大陆）篇的數碼寶貝（第15話-第28話）
- 柏古獸（配音員：香港→林元春、林丹鳳、蔡惠萍）
- 加支獸 （配音員：日本→石塚堅，香港→蘇強文、林保全、鄺樹培、陳欣），絕招：麻痺毒氣。
  - 悟空獸的手下。
- 角龍獸，絕招：火山彈炮。
- 悟空獸（配音員：日本→増谷康紀，香港→招世亮，台灣→于正昇）
- 喪屍暴龍獸，絕招：零式巡航導彈。
  - 太一的暴龍獸錯誤進化的產物，擊敗對方的暴龍獸後也攻擊己方的數碼寶貝，最後耗盡能量才恢復。
- 鼻涕獸（配音員：日本→上田祐司，香港→陳欣），絕招：大便攻擊。
  - 巨雞獸的助手，並非機械城地下道的那群鼻涕獸。
- 巨雞獸（配音員：日本→园部启一，香港→林國雄），絕招：石化之火。
  - 悟空獸的手下，假冒船長攻擊孩子們的數碼寶貝，之後被巴多拉獸及仙人掌獸擊敗，但之後憤怒駕駛船隻欲撞死孩子們，但撞上路上的一株仙人掌， 後死於彈上天空的船隻爆炸。
- 古加獸，絕招：鐵剪臂。
- 妖精獸
- 巨龍獸，絕招：火焰噴射。
- 分子獸（配音員：日本→宇垣秀成，香港→李錦綸），絕招：插入式炸彈。
  - 因曾被悟空獸擊倒成重傷，自我修復後處心積慮復仇，後欺騙孩子們將其解放，但恩將仇報，最後復仇失敗死亡。
- 鑽地獸（配音員：日本→金光宣明，香港→雷霆），絕招：獨龍鑽、碎骨炮。
- 小惡魔獸（配音員：日本→宮田幸季，香港→黃麗芳，台灣→林凱羚），絕招：小惡魔飛鏢。
  - 吸血魔獸的手下，善於挑撥離間，多次用花言巧語，欲使孩子們徽章失去光芒，但都失敗收場，最後因為究極吸血魔獸剛誕生需要能量，因此被吸收而死。
- 鼻屎獸（配音員：日本→河本浩之，香港→雷霆），絕招：大便攻擊。
  - 蛋蛋獸的助手。
- 蛋蛋獸（配音員：日本→堀川仁，香港→陳永信），絕招：惡夢症候群、迷之心。
- 入侵兽（宇宙脑魔）（配音員：日本→鈴木琢磨，香港→陳永信），絕招：惡魔烈焰紅唇。
- 怪蛙獸，絕招：粉碎交響曲。
- 蝌蚪獸（配音員：日本→竹內順子），絕招：睡之泡。
- 老爺怪蛙獸（怪蛙皇）（配音員：日本→松尾銀三），絕招：破壞音波、怪蛙飛躍。
  - 沉睡皇城蝌蚪獸和怪蛙獸的君主，但被美美歌聲叫醒後恩將仇報攻擊大家，之後被機械暴龍獸擊敗，再度陷入沉睡，但黑暗四天王攻擊皇城時，老爷怪蛙兽（怪蛙皇）也跌入深淵。
- 吸血魔獸（配音員：日本→大友龍三郎，配音員：香港→陳欣）
- 皇蜂獸，絕招：必殺皇蜂針。
- 亞伯獸（配音員：日本→乃村健次，香港→陳永信），絕招：大便攻擊。
- 大便獸（配音員：日本→熊井統子，香港→陳卓智），絕招：大便攻擊。
- 芝蒙獸（配音員：日本→山口勝平，香港→陸惠玲）
- 猛鬼獸（配音員：香港→梁耀昌），絕招：地獄咒符。
- 邪龍獸，絕招：血腥之爪。
- 蜘蛛獸（配音員：日本→田野惠，香港→梁耀昌），絕招：追擊刺殺、毒液攻擊。

### 東京篇的數碼寶貝（第29話-第39話）
- 吸血魔獸/究極吸血魔獸（配音員：日本→大友龍三郎，配音員：香港→陳欣）
- 邪龍獸，絕招：血腥之爪。
- 小惡魔獸（配音員：日本→宮田幸季／宮田始典，香港→黃麗芳，台灣→王瑞芹），絕招：小惡魔飛鏢。
- 長毛象獸，絕招：象牙轟擊、冷凍空氣。
- 墨魚獸，絕招：死亡黑暗。
- 爛泥獸，絕招：爛泥攻擊。
- 死神火焰獸（配音員：香港→黎偉明），絕招：重金屬火焰彈。
- 南瓜獸（配音員：日本→寺田春日，香港→蔡惠萍 ）
  - 吸血魔獸的手下。
- 礦石獸（配音員：日本→杉本優，香港→區瑞華）
  - 吸血魔獸的手下。
- 巫師獸（配音員：日本→石田彰，香港→林保全）
- 猛鬼獸，絕招：地獄咒符。
  - 吸血魔獸的手下，非常懼怕佛經。
- 基刹獸，絕招：旋轉飛刃。
  - 吸血魔獸的手下。
- 死神獸（配音員：香港→梁耀昌），絕招：靈魂收割。
  - 吸血魔獸的手下，帶領猛鬼獸四處尋找第八個孩子，最後死於天使獸的天堂之拳。
- 黑暗巨龍獸，絕招：爆炎轟擊。
  - 吸血魔獸的手下，在御台場襲擊人類，最後被花仙獸的花之首飾淨化，但隨後被吸血魔獸消滅。
- 超海龍獸，絕招：轟雷槍。
- 大角獸，絕招：裝甲車拳。
- 螳螂獸，絕招：黑影剪鉗。
- 金剛獸，絕招：超力攻擊。
- 巨龍獸，絕招：火焰噴射。
- 古加獸，絕招：鐵剪臂。

### 黑暗龍捲山（螺旋山）篇的數碼寶貝（第40話-第54話）
- 芝蒙獸（配音員：日本→山口勝平，台灣→雷碧文→魏晶琦，香港→陸惠玲）
- 鋼鐵海龍獸（配音員：日本→風間勇刀，台灣→魏伯勤，香港→盧國權）
- 機械邪龍獸（配音員：日本→江川央生，台灣→魏伯勤，香港→梁耀昌）
- 木偶獸（配音員：日本→小櫻悅子，台灣→林凱羚（台視版）／詹雅菁（衛視中文台版），香港→黃麗芳）
- 小丑兽（小丑皇）（配音員：日本→大塚周夫[24]，台灣→于正昇，香港→黎偉明）
- 妖精獸
- 亞路加獸（配音員：日本→櫻井孝宏，香港→陳永信），絕招：狂沙風暴、恐怖刺殺。
  - 鋼鐵海龍獸的手下，奉命以餐館引誘孩子們前去，但因為阿丈及美美落後得以逃脫，亞路加獸也前去捉拿，但就在要打敗海獅獸及仙人掌獸時被地上貝殼吸引前去食用，而讓兩獸完成超進化，因此被花仙獸及祖頓獸擊敗，孩子們脫逃後，亞路加獸也被鋼鐵海龍獸處決。
- 巨鯨獸（配音員：日本→木村雅史，香港→蘇強文））
- 奇蛙獸（配音員：香港→林保全、張炳強、陳卓智），絕招：魚叉重擊。
- 奇鳥獸（配音員：香港→盧素娟），絕招：小鳥啄擊。
- 蘑菇獸（配音員：香港→林丹鳳），絕招：劇毒超蘑菇。
- 暴羅剎獸（配音員：香港→區瑞華），絕招：迴旋飛花。
- 孔雀獸（配音員：香港→鄭麗麗），絕招：華麗攻擊。
  - 木偶獸的手下。
- 花拉獸（配音員：香港→陸惠玲），絕招：過敏噴霧。
  - 木偶獸的手下。
- 祖利獸（配音員：香港→陳曙光），絕招：櫻桃炸彈。
  - 木偶獸的手下，為了立功自願挑撥大和及太一內鬨，使兩隻究極體兩敗俱傷，後雖成功挑撥，但見大和與加布獸友誼深厚，怕木偶獸敗給孩子們而提醒木偶獸，卻被木偶獸認為是看輕自己而被消滅。
- 垃圾桶獸（配音員：香港→林保全、馮錦堂、鄺樹培），絕招：大便火炮。
- 鸚鵡獸，絕招：毀滅音爆。
- 守衛獸，絕招：毀滅榴彈炮。
- 機械裝甲獸，絕招：閃光炮。
- 奧加獸（配音員：日本→江川央生，香港→林國雄），絕招：霸王拳、骨棍棒。
- 朽木獸
- 鋼鐵悟空獸（配音員：日本→増谷康紀，香港→招世亮，台灣→于正昇）
- 黃金劍獅獸
- 怪蛙獸（配音員：香港→蘇強文），絕招：粉碎交響曲。
- 蝌蚪獸（配音員：日本→竹內順子，香港→盧素娟），絕招：睡之泡。
- 紅鼻屎獸，絕招：災難氣息、紅熱機關槍。
  - 木偶獸的手下。
- 房子獸
  - 木偶獸房屋變成的機械人，能克制戰鬥暴龍獸加三隻完全體的合力攻擊。但木偶獸死後，自己也随之瓦解殆盡。
- 坦克獸，絕招：高壓加農炮。
- 機械飛龍獸，絕招：噴射飛彈。
- 鋼甲飛龍獸，絕招：飛轉齒輪。
- 惡霸熊仔獸（配音員：日本→高橋廣樹，香港→黎偉明），絕招：心碎一擊。
  - 機械邪龍獸的手下，負責監督被奴役鼻涕獸工作，但之後被天女獸及天使獸加上伽楼达兽及超比多獸的聯合攻擊擊敗，因為靠門掩護，免於被直接消滅，但在與機械邪龍獸求援時還是被機械邪龍獸消滅。
- 鼻涕獸（配音員：日本→上田祐司），絕招：大便攻擊。
  - 被奴役負責替機械邪龍獸工作，後因為感受到小光的光芒的溫暖，後把小光當偶像般崇拜，之後為了小光還挺身對抗惡霸熊仔獸及機械邪龍獸，但最後在對抗機械邪龍獸時全體被機械邪龍獸瞬間消滅。無法確定是否與美美先前在機械城下水道遇到的那群鼻涕獸為同一批鼻涕獸。
- 安杜路獸（配音員：日本→梁田清之，台灣→于正昇，香港→黎偉明），絕招：旋轉能量劍、超級導彈。
- 雪人獸（配音員：日本→伊藤健太郎，香港→盧國權），絕招：絕對零度拳。
- 火焰獸（配音員：日本→中村秀利，香港→林保全），絕招：火焰重拳。
- 女惡魔獸（配音員：日本→永野愛，台灣→林凱羚（台視版），香港→盧素娟），絕招：血蝙蝠、女惡魔劍。
  - 小丑兽的手下，噩夢軍團團長，與天女獸是宿敵，最後不敵天女獸的天堂紫光，被淨化而亡。
- 艾力獸（配音員：日本→高戶靖廣、香港→林丹鳳），絕招：閃光電擊。
- 人馬獸（配音員：日本→相沢正輝，香港→陳欣），絕招：捕獵者炮。
- 地獄小鬼獸（イビルモン），絕招：惡夢驚狂。
  - 小丑兽噩夢軍團的手下們，為數眾多，但最後在眾正義方數碼寶貝合力下全部被擊敗，後與小丑兽全被送進天國之門接受審判。
- 獨角馬獸（配音員：日本→藤本教子），絕招：氣功彈、聖光炮。
- 啟示錄獸（配音員：日本→大塚周夫，香港→張炳強）

### 其他
- 旁白（配音員：平田廣明/香港→陳欣/台灣→于正昇）

## 注解
1. ↑  官方汉字为
2. ↑  WS游戏《数码兽大冒险：阳极驯兽师》《数码兽大冒险：阴极驯兽师》《数码兽大冒险02：组合驯兽师》《数码兽大冒险02：D-1驯兽师》《数码兽驯兽师：勇敢的驯兽师》男一号，TV动画《数码兽驯兽师》和剧场版《数码兽驯兽师 暴走特急》男三号，漫画《数码兽大冒险V驯兽师01》、剧场版《数码兽大冒险 我们的战争游戏！》、TV动画《数码兽大冒险02》《数码兽合体战争 ～穿越时空的少年猎人们～》、剧场版《数码兽大冒险tri. 第6章 我们的未来》客串角色，穿越不同的时空和宿敌千年兽进行宿命的对决。曾解救动画版太一等人、曾和一乘寺贤是朋友搭档、曾和松田启人等人并肩作战、曾和动画前三部主役数码兽搭档、曾和漫画版太一决斗、曾协助过明石激和工藤大器等人。
3. ↑  稱號上是歷代最多的，“第九位被選召的孩子”、“1999年最後的被選召的孩子”、“特異的驯兽师”、“D-1驯兽师”、“勇敢的驯兽师”、“流浪的驯兽师”、“最强的驯兽师”、“傳說中的驯兽师”等。